# Höchstenbach
Höchstenbach ist eine Ortsgemeinde im Westerwaldkreis in Rheinland-Pfalz. Sie gehört der Verbandsgemeinde Hachenburg an.

## Geographische Lage

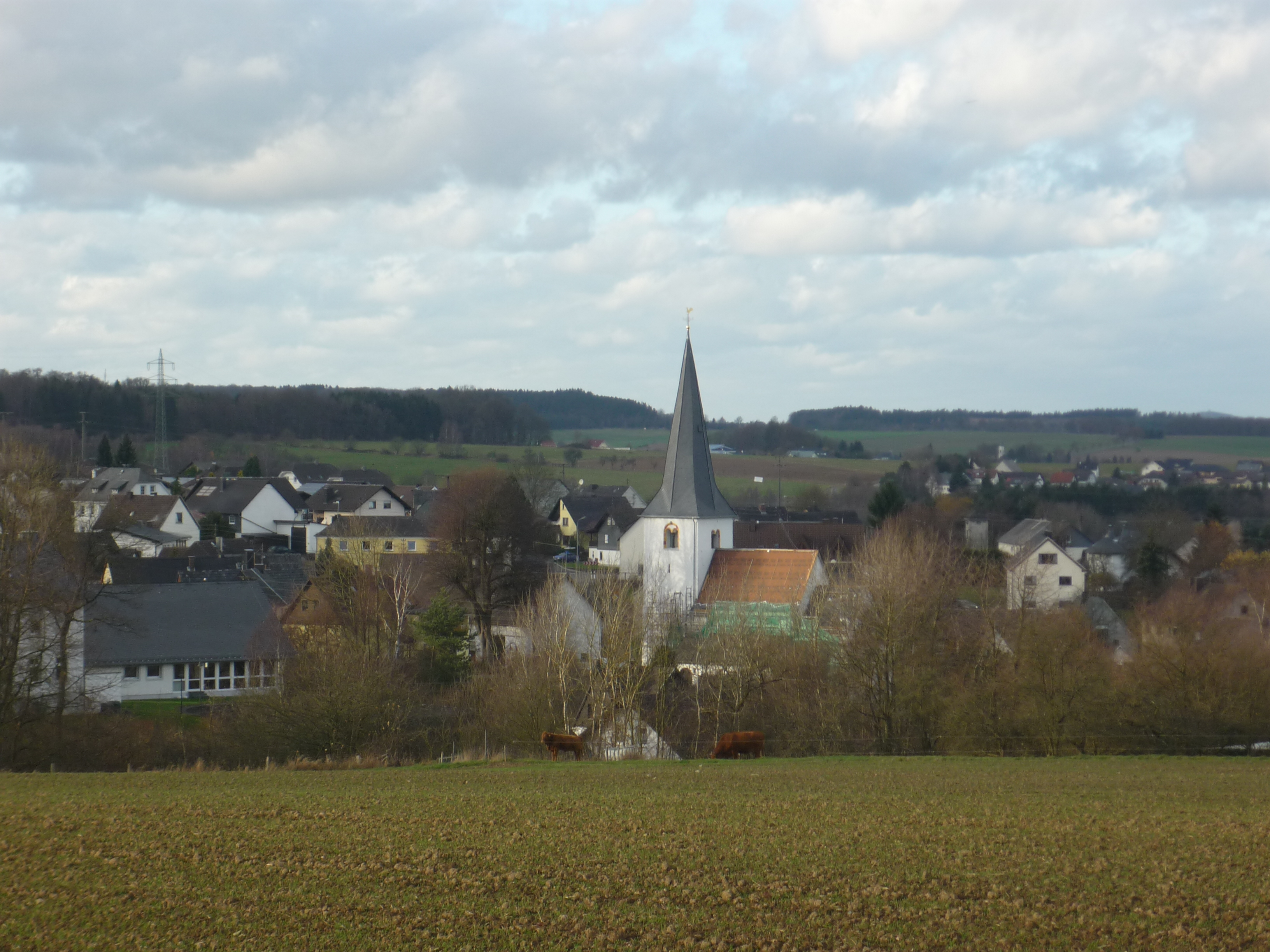
Blick auf Höchstenbach

Die Gemeinde liegt im Westerwald zwischen Limburg und Siegen im Wiedtal. Durch den Ort fließt die Wied.
Zu Höchstenbach gehört auch der Wohnplatz Hof Geisborn.

## Geschichte
Am 27. Mai 1269 wurde Höchstenbach erstmals in einer Urkunde erwähnt.
Bis Mitte des 17. Jahrhunderts war Höchstenbach landesherrlich ein Teil der Grafschaft Sayn. Die Einwohner wurden nach der Einführung der Reformation in der Grafschaft Sayn erst lutherisch und später reformiert. Nach der Landesteilung der Grafschaft Sayn im 17. Jahrhundert gehörte Höchstenbach zur Grafschaft Sayn-Hachenburg.
Während des Ersten Koalitionskrieges wurde im September 1796 der französische General François Séverin Marceau in Höchstenbach schwer verwundet und erlag wenige Tage später in Altenkirchen seiner Verwundung.
1799 ging Sayn-Hachenburg auf dem Erbweg an die Fürsten von Nassau-Weilburg. Im Zusammenhang mit der Bildung des Rheinbundes kam die Region und damit auch Höchstenbach 1806 an das neu errichtete Herzogtum Nassau. Nach der Annexion des Herzogtums Nassau kam der Ort 1866 an das Königreich Preußen und gehörte von 1868 an zur Provinz Hessen-Nassau. Seit 1946 ist Höchstenbach Teil des Landes Rheinland-Pfalz.
Am 1. Juni 1955 ereignete sich in Höchstenbach eines der bis dahin schwersten Busunglücke Deutschlands. Dabei kamen 18 Frauen der evangelischen Gemeinde Rheinhausen ums Leben.
Bevölkerungsentwicklung
Die Entwicklung der Einwohnerzahl von Höchstenbach, die Werte von 1871 bis 1987 beruhen auf Volkszählungen:
| Jahr | Einwohner |
| 1815 | 335       |
| 1835 | 433       |
| 1871 | 405       |
| 1905 | 494       |
| 1939 | 539       |
| 1950 | 627       |

| Jahr | Einwohner |
| 1961 | 599       |
| 1970 | 629       |
| 1987 | 656       |
| 1997 | 717       |
| 2005 | 710       |
| 2023 | 718       |

## Politik

### Bürgermeister
Anke Fuchs wurde am 13. Juni 2004 Ortsbürgermeisterin von Höchstenbach. Bei der Direktwahl am 26. Mai 2019 wurde sie mit einem Stimmenanteil von 95,34 % für weitere fünf Jahre in ihrem Amt bestätigt. Sie wurde im Juni 2024 wiedergewählt.
Vorgänger von Anke Fuchs waren der 2001 gewählte Karlheinz Röhrig und zuvor seit 1997 Jürgen Otto sowie seit 1980 Erwin Schumacher.

### Wappen
| Wappen von Höchstenbach | Blasonierung: „Gespalten von Gold und Rot; rechts ein rotes Johanneskreuz, links ein doppelschwänziger blaubewehrter und -gezungter goldener Löwe.“ |
| Wappen von Höchstenbach | |

## Kultur und Sehenswürdigkeiten
- Sehenswert ist die Anfang des 13. Jahrhunderts erbaute Dorfkirche im romanischen Übergangsstil. Im Inneren der Kirche befinden sich wertvolle frühgotische Fresken.
- Oberhalb des Ortes, am Anfang des Höchstenbacher Waldes, steht rechts der Straße das Marceau-Denkmal. Es wurde im Jahr 1863 von Kaiser Napoleon III. gestiftet zur Erinnerung an General François Séverin Marceau. Die Denkmalinschrift besagt: „Beweint von seinen Soldaten, geachtet von Freund und Feind.“

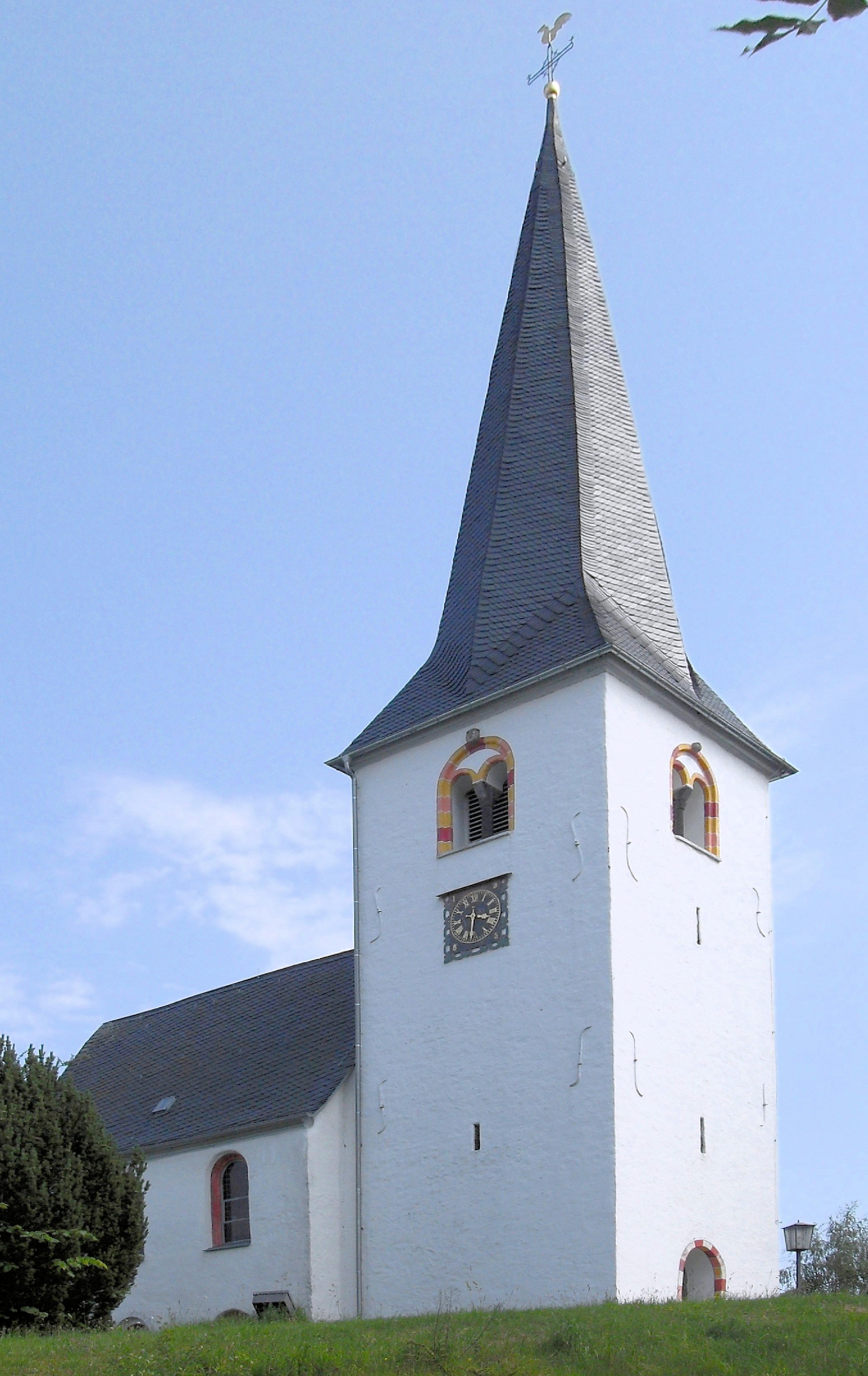
Ev. Pfarrkirche St. Georg
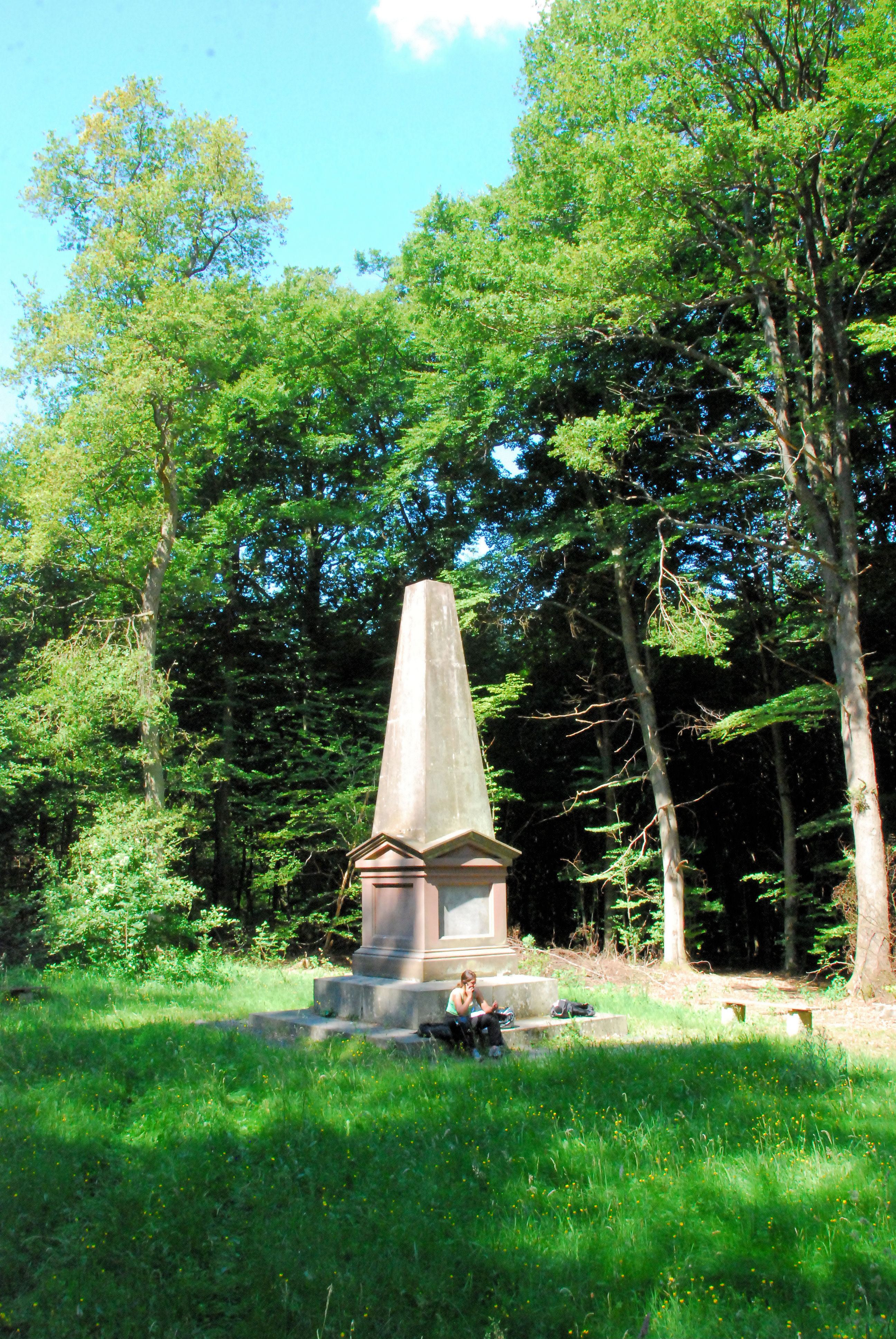
Marceau-Denkmal
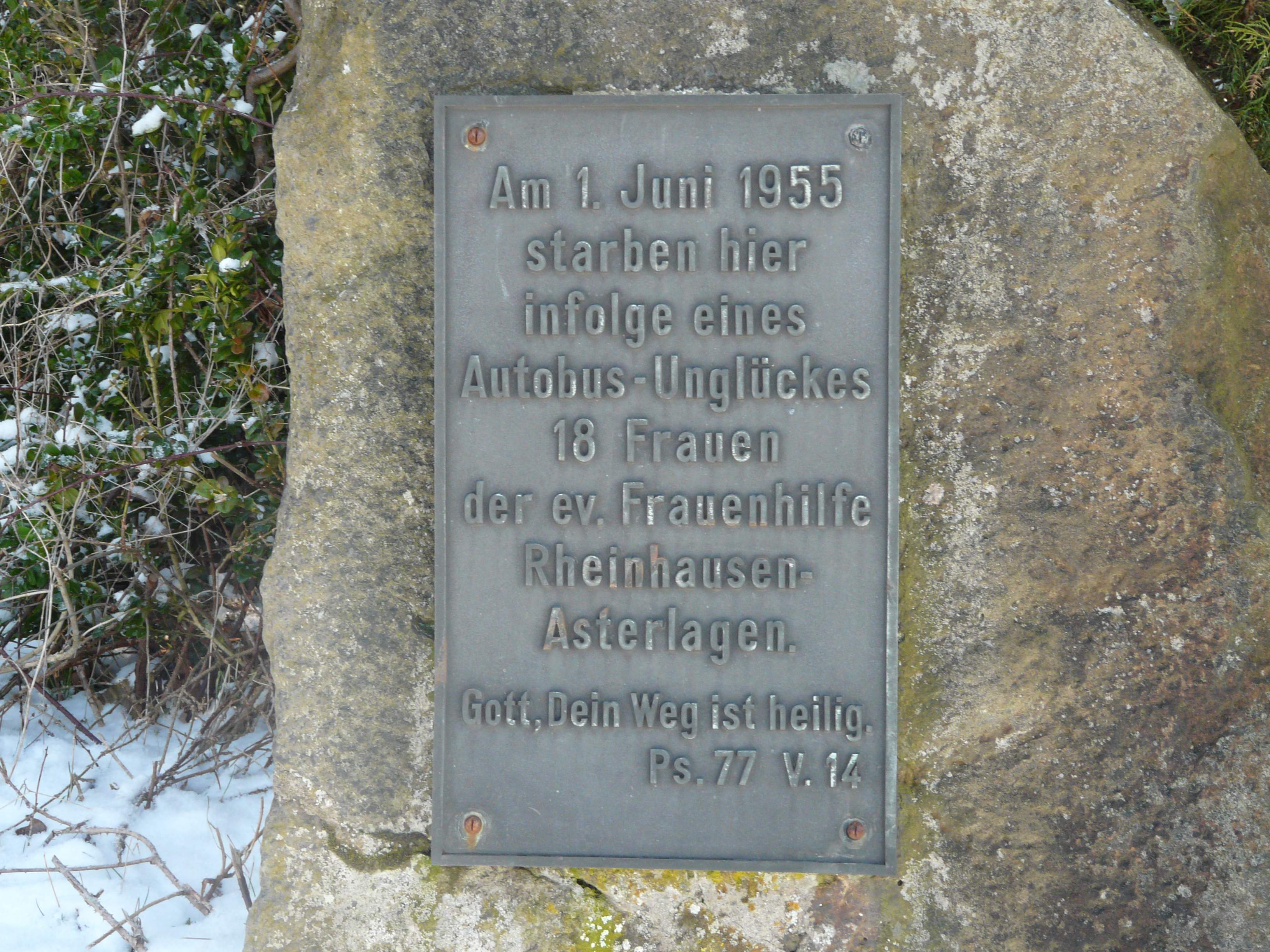
Gedenkstein zum Busunglück von 1955

## Verkehr

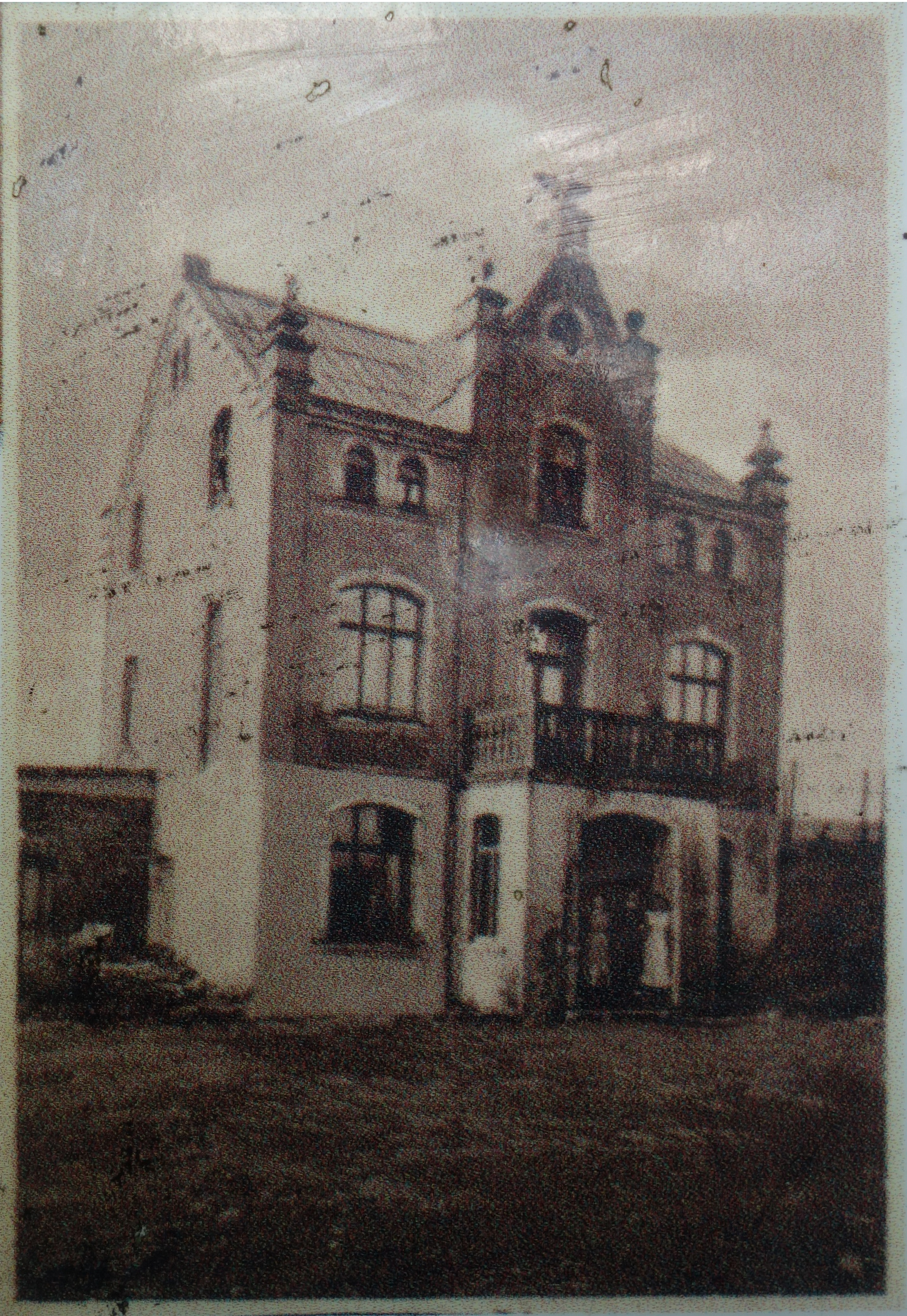
Bahnhofsgebäude der Kleinbahn

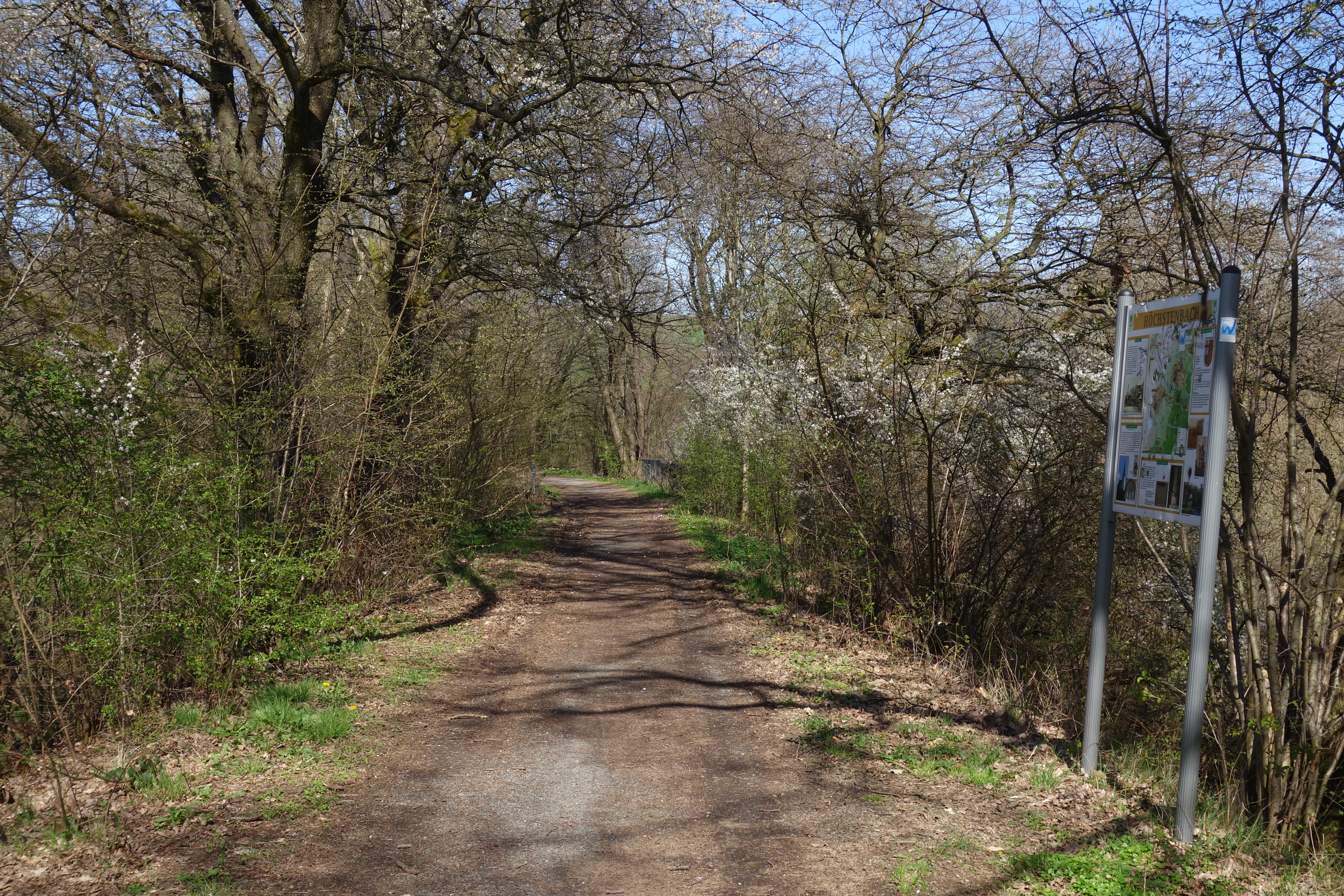
Einstige Bahntrasse nahe der Wied-Brücke.

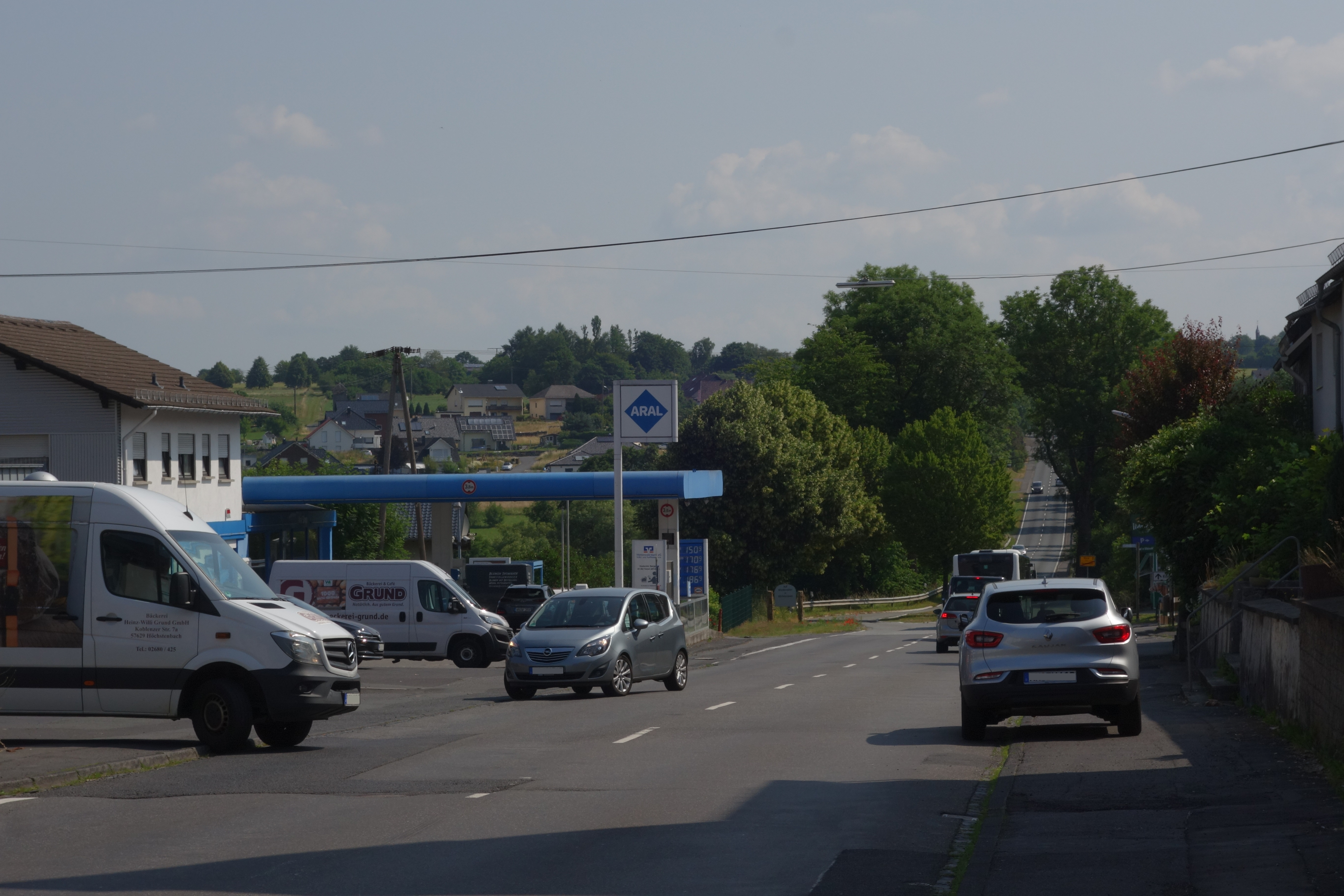
B 413 am östlichen Ortsrand in Richtung Wied

### Eisenbahn
Die nächstgelegene Bahnstation befindet sich in Hachenburg. Dort verkehrt die Westerwald-Sieg-Bahn in Richtung Limburg oder Altenkirchen, von wo jeweils weiterführende Anschlussmöglichkeiten bestehen.
Nächstgelegener ICE-Halt ist der Bahnhof Montabaur an der Schnellfahrstrecke Köln–Rhein/Main.
Von 1901 bis 1950 verkehrte in Höchstenbach die Kleinbahn Selters–Hachenburg. Einer der beiden Haltepunkte befand sich rund 300 Meter westlich des Marceau-Denkmals. Von hier aus führte die Bahn zunächst nordnordöstlich und kreuzte die Hohe Straße von Höchstenbach nach Freilingen (heutige Bundesstraße 8). Anschließend überwand die Trasse ein starkes Gefälle von 70 Höhenmetern mittels einer weitgeschwungenen Kehrschleife, ehe sie parallel zum Mühlentalweg den eigentlichen Ort erreichte. Der aufgeschüttete Bahndamm ist noch heute gut zu erkennen. Auch der Verlauf der Kehrschleife ist leicht auszumachen auf Luftaufnahmen wie beispielsweise auf Google Maps. 
Bei der Kreuzung mit der Straße nach Hachenburg am östlichen Ortsrand befand sich der zweite Haltepunkt. Von dort verlief die Strecke zunächst in nordwestlicher Richtung entlang der heutigen Bebauungsgrenze, ehe sie nach Osten einschwenkte, die Wied überquerte und dieser folgte bis zur Mündung des Rothenbachs. Heute ist dieser Abschnitt der einstigen Trasse ein Fuß- und Radweg und Teil des Wiedwegs. Nahe der Wiedbrücke erinnert eine bebilderte Informationstafel an die Kleinbahn wie auch das frühere Bahnhofsgebäude.

### Auto
Die Gemeinde liegt im Schnittpunkt der Bundesstraßen 8 (die von Limburg an der Lahn nach Siegburg führt) und 413 (von Bendorf (bei Koblenz) nach Hachenburg). Die nächsten Autobahnanschlussstellen sind in Dierdorf oder Mogendorf an der A 3 von Köln–Frankfurt am Main, etwa 20 Kilometer entfernt.

## Persönlichkeiten
- Andreas Balzar (genannt Balzar von Flammersfeld, * 1769 in Höchstenbach; † 1797 in Westerburg) Räuber, Wilderer und Freischärler im Kampf gegen die Franzosen.
- August Armack (1786–1865), Besitzer der Papiermühle bei Höchstenbach und Abgeordneter